# Roberto Correa Silva
Roberto Correa Silva (Badajoz, 20 de setembre del 1992) conegut simplement com a Rober Correa, és un futbolista professional extremeny que juga com a defensa.

## Carrera de club
Rober va ingressar al planter del Rayo Vallecano el 2010, quan tenia gairebé 18 anys. Va debutar amb el Rayo Vallecano B a la Segona B la temporada 2011–12.
El 21 d'abril de 2012, Rober va debutar amb el primer equip – i a La Liga –, com a titular en una derrota per 1–2 a fora contra l'Sporting de Gijón. També fou titular en una derrota per 0–7 a casa contra el FC Barcelona, en la qual va marcar un gol en pròpia porteria.
L'11 de juliol de 2013, Rober va deixar el club madrileny i va signar un contracte per tres anys amb el RCD Espanyol B. El 12 de juny de 2015, va renovar el contracte fins al 2018 i fou promocionat al primer equip.
El 20 de juliol de 2016, Rober fou cedit a l'Elx CF de la segona divisió, per un any.